# Muchacho encendiendo una candela
Muchacho encendiendo una candela o El soplón es el tema de dos obras de Doménikos Theotocópuli — el Greco — realizadas durante su estancia en Roma.

## Análisis de las obras
La composición fue seguramente concebida durante la estancia del Greco en el palacio Farnesio, en Roma. Su temática está posiblemente inspirada en un pasaje de la Naturalis Historia de Plinio el Viejo, que menciona a varios pintores y escultores, representando a muchachos encendiendo fuego. El Greco representa a un mancebo que intenta encender una vela, valiéndose de una ascua. La luz ilumina la figura, pero no llega al fondo oscuro, ocultando cualquier referencia del espacio pictórico. Si bien esta obra revela el influjo de Jacopo Bassano, algunos autores creen que intenta reproducir una pintura de la Antigüedad clásica, hoy perdida. La figura del muchacho evidencia la gran calidad de los primeros retratos del Greco, como el Retrato de Giulio Clovio, obra también de su época romana.

### Versión de Nápoles

#### Datos técnicos y registrales
- Museo Nacional de Capodimonte, Nápoles;
- Pintura al óleo sobre lienzo;
- Dimensiones: 59 x 51 cm;
- Datación: hacia 1570-1575;
- Catalogado por Harold Wethey con el n º. 122, por José Gudiol con el 22[5] y por Tiziana Frati con el 17-b.[6]

#### Descripción de la obra
La pincelada de fuerte empaste y el tinte amarillento de las carnaciones son típicos de la etapa romana del Greco. El rostro del mancebo presenta destellos muy rojos en la punta de la nariz y en las mejillas y párpados. El estado de conservación del lienzo es bastante bueno, pero existen algunos repintes en el lado derecho de la casaca del personaje, los labios parecen haber sido limpiados, y el tiempo y las varias capas de barniz han oscurecido el fondo y el cabello del personaje.
Cabe destacar la maestría demostrada en la mano izquierda del muchacho, así como las calidades llameantes del traje. La audacia en el tratamiento de los labios, la punta de la nariz, o en los párpados del mancebo, preconizan las futuras libertades formales que se tomaría el pintor en sus obras de madurez.

#### Procedencia
1. Palacio Farnese, Roma, hasta el año 1626;
2. Colección Farnese, Palazzo del Giardino, en Parma, en 1662, como "mano del Greco". En el inventario de 1680 figura como de Giulio Clovio;[9]
3. Capodimonte (Nápoles) (llevado de Parma en 1758);
4. Incautado por gentes de Napoleón, pero posteriormente devuelto;
5. Palazzo Cellammare, Nápoles, en 1802, como obra de Gerard van Honthorst.[10]

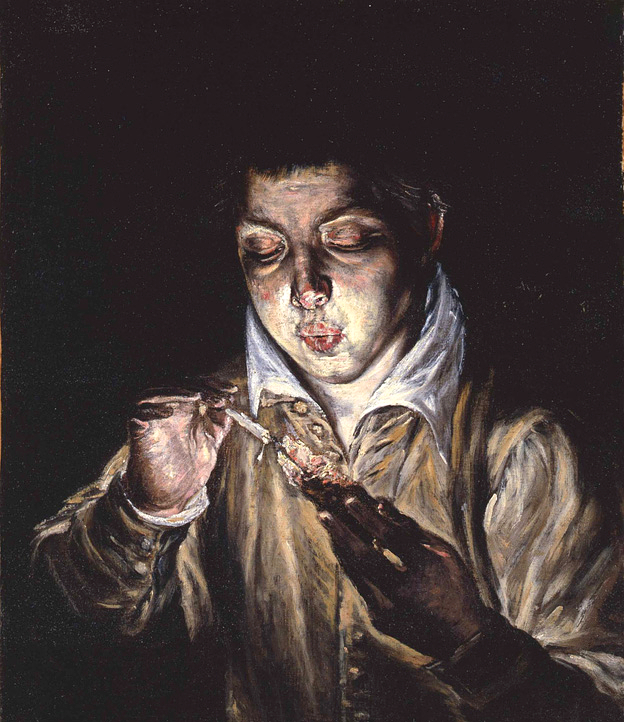
Versión de una colección privada

### Versión de una colección privada

#### Datos técnicos y registrales
- Colección privada;
- Pintura al óleo sobre lienzo;
- Dimensiones: 61 x 51 cm;
- Datación: hacia 1570-1575;[11]
- Firmado con letras griegas mayúsculas sobre el hombro derecho: ΔΟΜHΝΙΚΟΣ ΘΕΟ,,, (el resto está borrado);
- Catalogado por Wethey con el n º. 121, por Gudiol con el 23.y por Tiziana Frati con el 17-a.

#### Descripción de la obra
El pigmento del lienzo está deteriorado, y la mano, los ojos, la nariz, la boca y el mentón han sido retocados. Sin embargo, la figura brilla con encantadores colores incandescentes. El ascua parece casi de relieve, a causa del intenso empaste. Las mejillas son muy rojizas, y la casaca amarilla tiene sombras verdes luminosas.

#### Procedencia
1. Colección privada (Alemania);
2. Dr. A.C. von Frei, en París y Viena;
3. G. Gaspari, Múnich.[12]